# Земетресение край Пиренейския полуостров (2007)
Земетресението край Пиренейския полуостров става в 11:23 часа централно европейско време на 12 февруари 2007 г.
Епицентърът е на 160 км югоизточно от нос Сау Висенти, Португалия. Координатите на бедствието са: 36,09 градуса на север и 10,26 на запад.
Земетресението е усетено в Португалия, Испания (най-вече в Андалусия) и мароканските градове по крайбрежието на Атлантическия океан. Природното бедствие е засечено от агенции по цял свят.
Картата е създадена на база на информация събрана от Калифорнийският университет, САЩ. Жълтият квадрат показва центъра на сеизмична активност.